# Holzkirchen im slowakischen Teil der Karpaten
Unter der Bezeichnung Holzkirchen im slowakischen Teil der Karpaten führt die UNESCO acht slowakische Holzkirchen als Weltkulturerbe.
Die Kirchen wurden zwischen dem 16. und 18. Jahrhundert erbaut und gelten dem Welterbekomitee als „gutes Beispiel für eine reiche lokale Tradition religiöser Architektur an der Schnittstelle zwischen westeuropäischer und byzantinischer Kultur“. Ausgezeichnet wurden zwei römisch-katholische Kirchen, drei evangelische Kirchen, auch als Artikularkirchen bekannt, sowie drei griechisch-katholische Kirchen. Neben den acht Welterbestätten existieren in der Slowakei noch etwa 50 weitere Holzkirchen.
| Ort          | Bezeichnung                      | Konfession            | Bild |
| ------------ | -------------------------------- | --------------------- | ---- |
| Bodružal     | St. Nikolaus                     | griechisch-katholisch |      |
| Hervartov    | Kirche des Hl. Franz von Assisi  | römisch-katholisch    |      |
| Hronsek      | Hölzerne Artikularkirche         | evangelisch           |      |
| Kežmarok     | Hölzerne Artikularkirche         | evangelisch           |      |
| Ladomirová   | Kirche des Hl. Erzengels Michael | griechisch-katholisch |      |
| Leštiny      | Hölzerne Artikularkirche         | evangelisch           |      |
| Ruská Bystrá | Kirche des Hl. Nikolaus          | griechisch-katholisch |      |
| Tvrdošín     | Allerheiligenkirche              | römisch-katholisch    |      |